# YWAM Liberty
La YWAM Liberty è una nave francese, precedentemente utilizzata come nave da ricerca e rompighiaccio come supporto alla Base Dumont d'Urville in Antartide con il nome L'Astrolabe.
Dopo aver effettuato regolarmente spedizioni tra Hobart (Tasmania) e la stazione antartica per 15 anni, la nave è stata rimpiazzata da una nuova nave omonima nel 2017.